# سیتیک سکوریتیز
سیتیک سکوریتیز (به چینی: 中信证券) شرکت کارگزاری خدمات مالی چینی است، که در زمینه ارائه خدمات بانکداری سرمایه‌گذاری، مدیریت سرمایه‌گذاری، مدیریت دارایی و کارگزاری بورس فعالیت می‌کند.
شرکت سیتیک سکوریتیز در سال ۱۹۹۵ توسط سیتیک گروپ راه‌اندازی شد و در حال حاضر بزرگترین بانک سرمایه‌گذاری، همچنین بزرگترین کارگزار بورس در جمهوری خلق چین می‌باشد.
دفتر مرکزی این شرکت در شهر شنژن قرار دارد و بخشی از سهام آن در بازارهای بورس اوراق بهادار هنگ کنگ، بورس تایوان و بورس شانگهای معامله می‌شود.